# Генеральний суд штату Нью-Гемпшир
Генеральний суд штату Нью-Гемпшир (англ. New Hampshire General Court) — двопалатний законодавчий орган американського штату Нью-Гемпшир. Верхньою палатою є Сенат із 24 членами, а нижньою палатою є Палата представників з 400 членами. Із сумарною кількістю депутатів у 424 особи, це є найбільший законодавчий орган штату в США. При цьому у нього найменша серед усіх легіслатур пресслужба, в якій працюють всього п'ятеро репортерів на повну зайнятість та дев'ятеро на часткову. Члени обох палат обираються на терміни по два роки, без обмеження кількості термінів.
Як і в більшості інших легіслатур штатів, депутатство не є повною зайнятістю. Депутати Генерального суду штату Нью-Гемпшир мають свої основні місця роботи, а за законодавчу роботу отримують символічні 100 доларів на рік, без врахування компенсацій на проїзд.
Під час кликання 2016—2018 років, законодавчий орган контролювався республіканською партією, із 14 із 24 членами в Сенаті, та із 216 з 400 в Палаті представників. На виборах в листопаді 2018 року вже демократична партія отримала більшість із 14 сенаторами та 233 представниками. Вибори сенаторів відбуваються в 24 сенаторських округах, по одному з кожного округу. Вибори представників відбуваються в 204 представницьких виборчих округах, при чому кожен округ є різним за кількістю виборців, які живуть в ньому, тому від різних округів обирається різна кількість представників, від одного до одинадцяти. Під час виборів, виборці можуть голосувати за таку кількість кандидатів, яка обирається від їх виборчого округу. На кожного члена Палати представників приходиться приблизно по 3 300 громадян штату.
Генеральний суд штату Нью-Гемпшир збирається в Будинку штату Нью-Гемпшир (англ. New Hampshire State House), яку також називають Капітолій штату Нью-Гемпшир. Вона знаходиться в центрі міста Конкорд, яке є столицею штату. Цю будівлю генеральний суд використовує із 1819 року, хоча Сенат існує ще з 1784 року. Палата представників вже понад два століття збирається в одному і тому самому приміщенні, що робить Залу Представників в Нью-Гемпширі найстарішою залою засідання легіслатури в США, яка досі використовується легіслатурою. Коли в Залі Представників були встановлені місця із номерами, місце із тринадцятим номером навмисно пропускалось через трискайдекафобію.

## Галерея

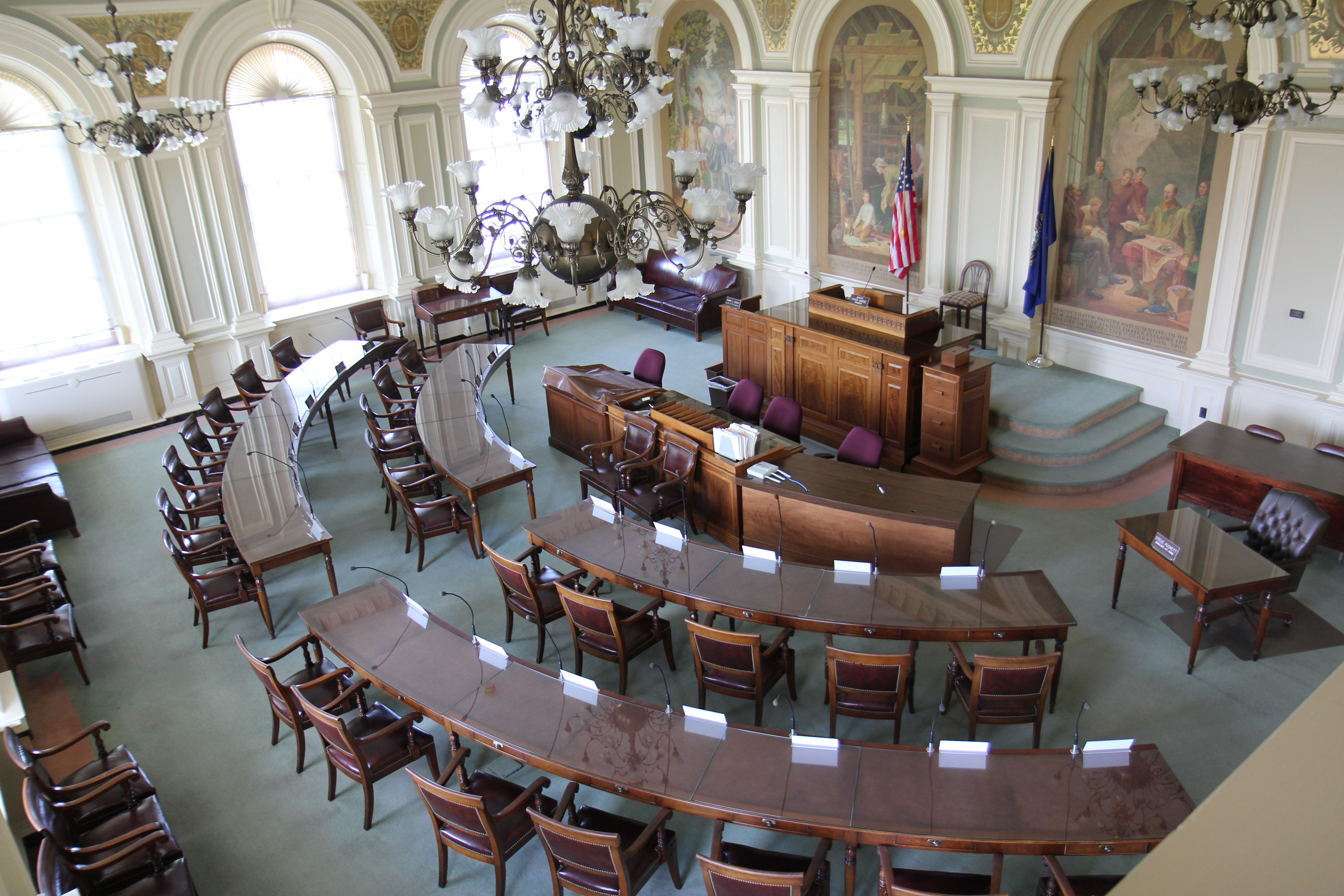
Зала засідань Сенату
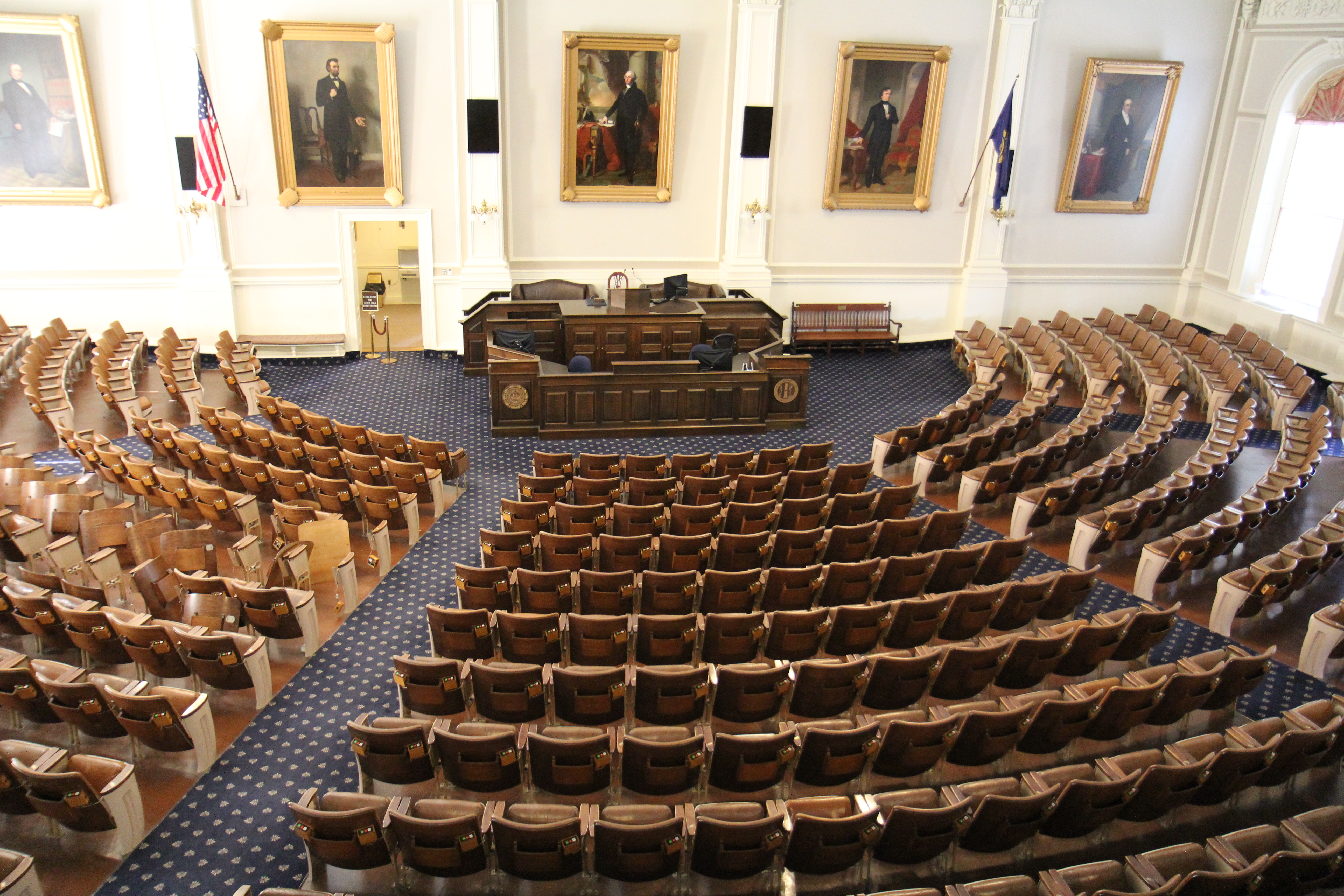
Зала засідань палати Представників
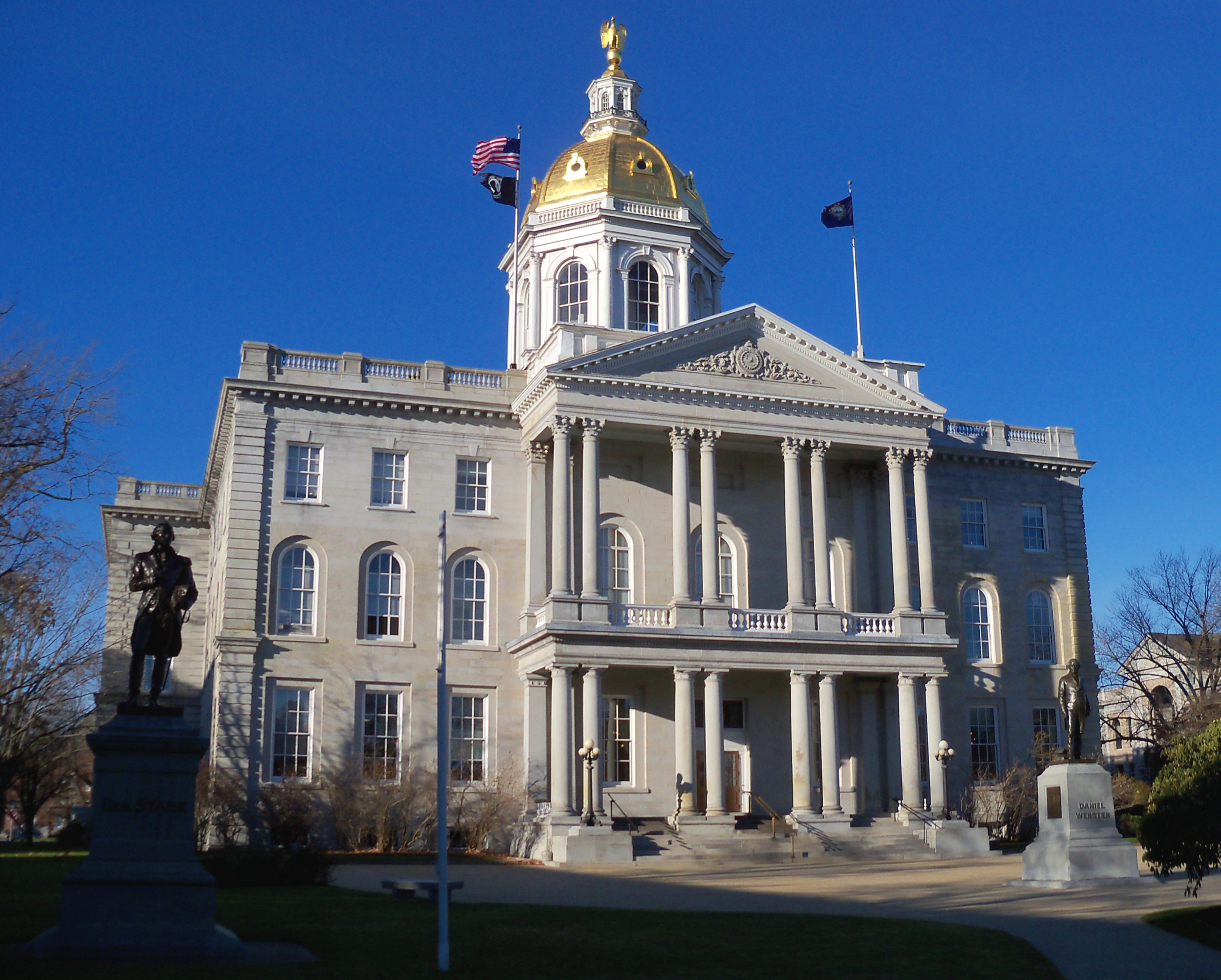
Капітолій штату Нью-Гемпшир
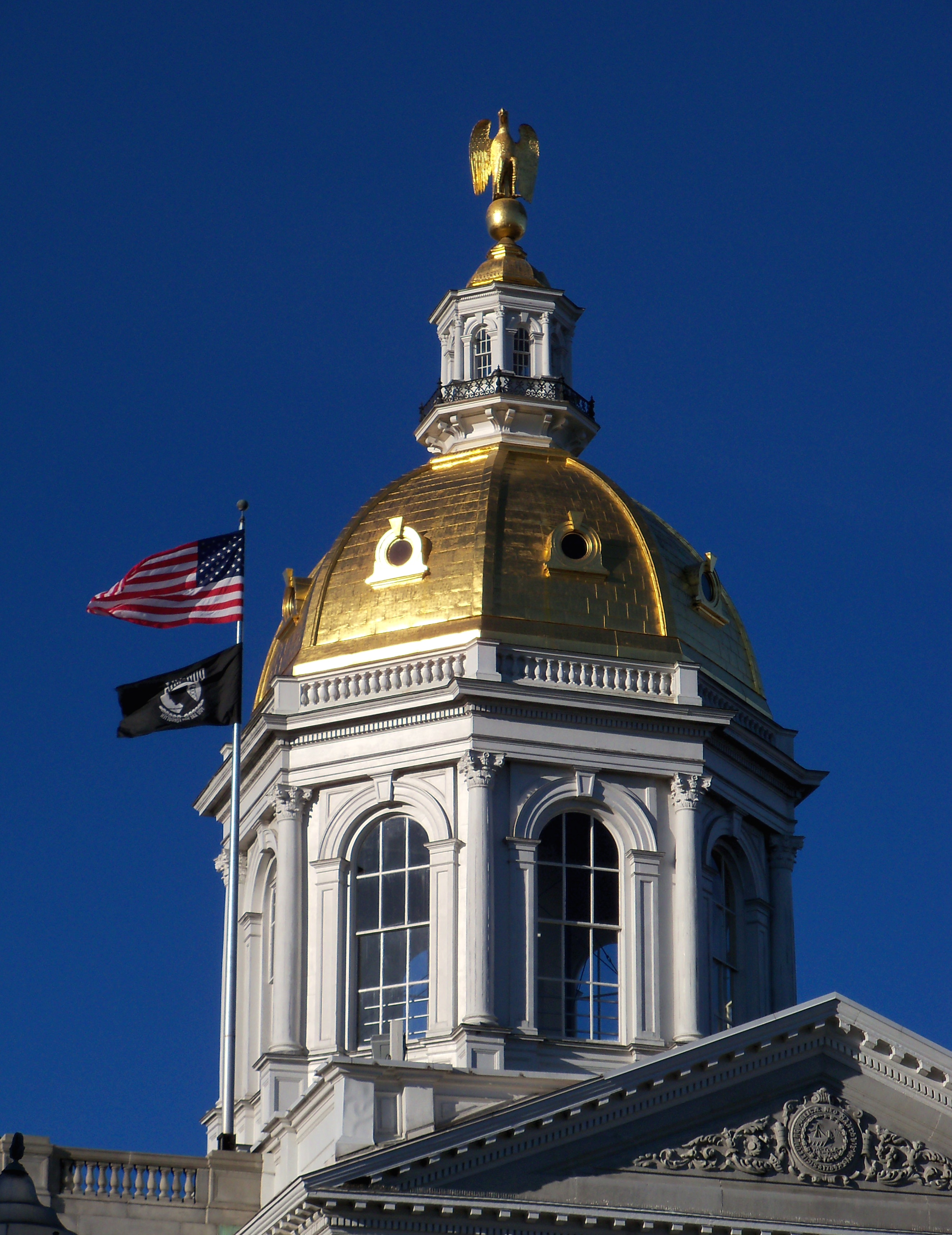
Купол Капітолія
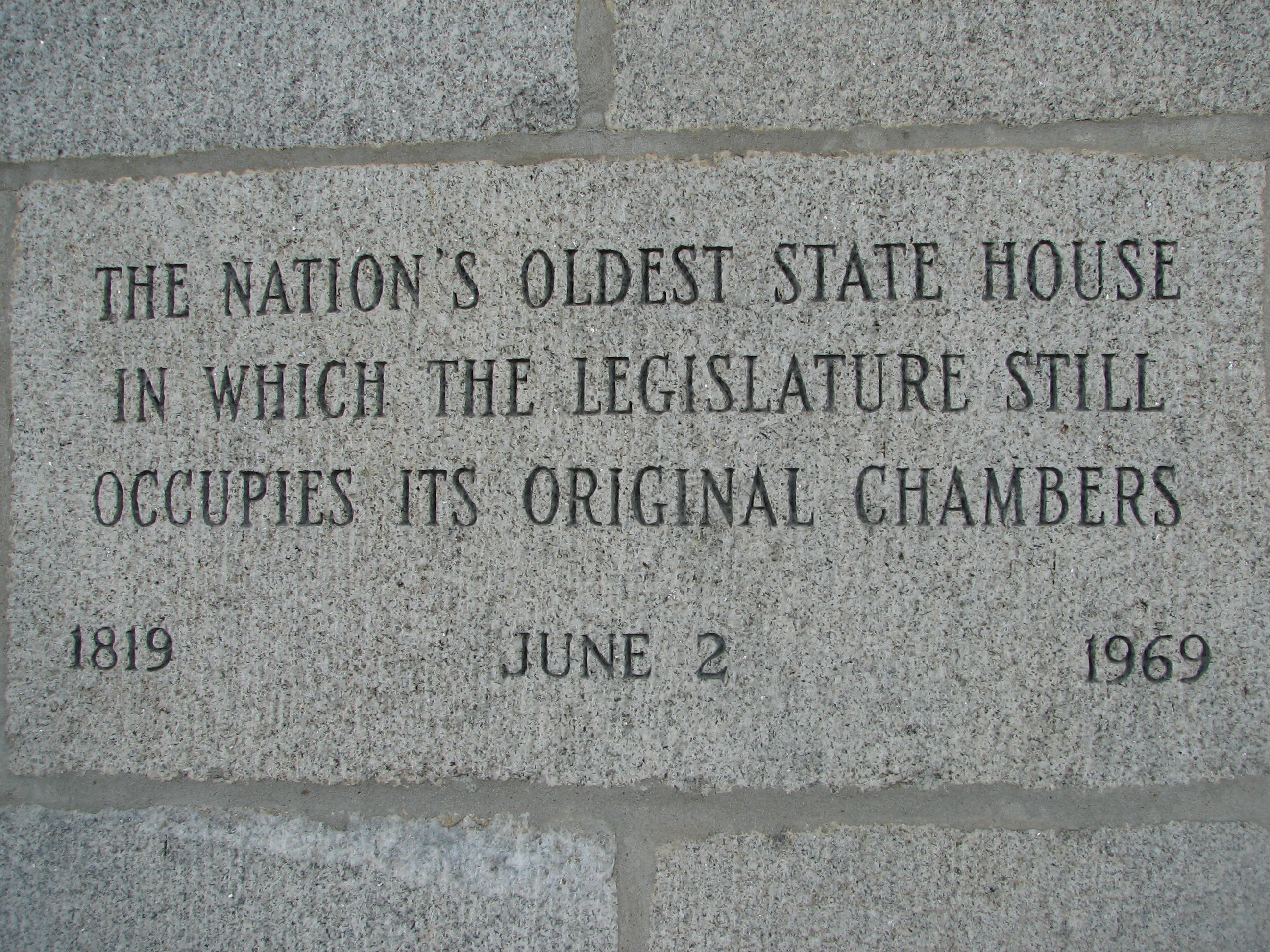
Напис на будівлі, який повідомляє що це найстаріший неперервно використовуваний Капітолій в країні
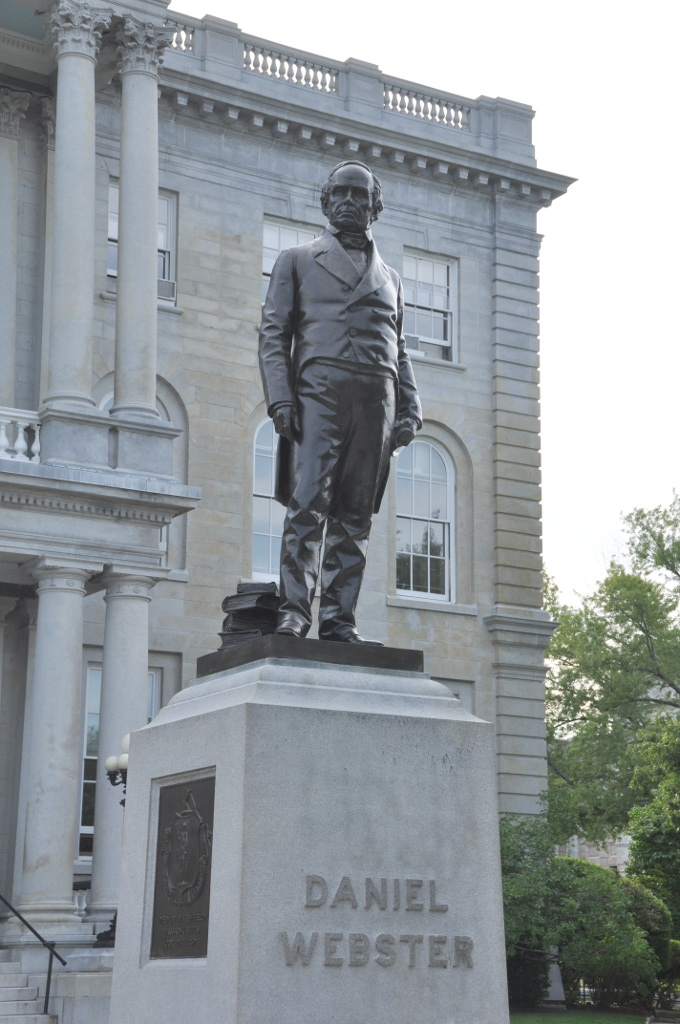
Пам'ятник Даніелю Вебстеру, нью-гемпширському політику кінця XVIII та початку XIX століть